# Boistfort (Washington)
Boistfort es un área no incorporada ubicada en el condado de Lewis en el estado estadounidense de Washington.

## Geografía
Boistfort se encuentra ubicado en las coordenadas 46°32′6″N 123°8′1″O / 46.53500, -123.13361.